# Ludwig Bründl
Ludwig Bubi Bründl, né le 23 novembre 1946 à Munich, est un ancien footballeur allemand.

## Parcours
Le 21 mars 1965, il est convoqué pour la première fois dans l'équipe d'Allemagne des jeunes. En avril de cette même année, il participe au Tournoi Junior de l'UEFA, où l'Allemagne termine cinquième. Parmi ses coéquipiers, on compte Norbert Nigbur, Egon Köhnen, Berti Vogts, Walter Bechtold et Horst Köppel. 
L'attaquant joue de 1965 à 1968 pour le TSV 1860 München en 1. Bundesliga et fait partie de l'équipe qui remporte le championnat d'Allemagne 1965-1966, mais n'est que réserviste. Pour la saison 1966-1967 il joue 18 matchs pour six buts marqués, terminant vice-champion d'Allemagne, juste derrière l'Eintracht Brunswick. Il fait ses débuts en Bundesliga à l'occasion de la quatrième journée, le 10 septembre 1966, (3-3 face au MSV Duisburg). Il fait alors partie, avec Hans Küppers, Rudi Brunnenmeier, Friedhelm Konietzka et Hans Rebele de l'attaque de l'équipe de l'entraîneur Max Merkel. 
En 1968-1969, il change pour le 1. FC Köln. Sous l'autorité de l'entraîneur Hans Merkle, il ne joue que treize fois, pour un seul but marqué. Il fait ses débuts dans l'équipe de Cologne le 17 août 1968. Il joue alors plutôt à des postes de milieu, avec Heinz Simmet, Heinz Flohe, Wolfgang Overath, ou d'attaquant, avec Carl-Heinz Rühl, Heinz Hornig. Le 1. FC Köln termine treizième et Bründl quitte alors le club pour les Stuttgarter Kickers qui jouaient en Fußball-Regionalliga Süd (deuxième niveau). 
Douzième en 1970 et dixième en 1971, Bründl retrouve toutefois ses talents de buteur dans l'équipe de l'entraîneur Georg Wurzer. En effet, il marque 21 buts en 1970-1971 et est meilleur buteur de sa poule. Ses succès en tant que buteur lui permettent de retrouver la Bundesliga, où il rejoint l'Eintracht Brunswick. Toutefois, en 1973, à l'issue de la relégation du club, Bründl suit l'Eintracht en Regionalliga Nord 1973-1974 et, avec 20 buts marqués en 25 matchs, contribue nettement à la remontée immédiate du club. Il reste encore deux ans à Brunswick puis part pour la Suisse, au Vevey Sports
Tout au long de sa carrière, Bründl joue 150 matchs de Bundesliga pour 42 buts marqués.

## Palmarès
- 1966 Champion d'Allemagne
- 1967 Vice-champion d'Allemagne
- 1972 Meilleur buteur de la Coupe de l'UEFA avec l'Eintracht Braunschweig (10 buts)